# Катастрофа Ан-12 во Львове
Катастрофа Ан-12 во Львове — авиационная катастрофа, произошедшая 4 октября 2019 года возле аэропорта Львова. Транспортный самолёт Ан-12БК авиакомпании Ukraine Air Alliance, выполнявший рейс UKL4050 Виго—Львов—Бурса, из-за ошибок экипажа столкнулся с деревьями в 1300 метрах от торца ВПП. В результате столкновения и падения воздушное судно получило значительные повреждения. Из восьми находившихся на его борту человек погибли пятеро, а трое выживших получили тяжёлые травмы.

## Самолёт
Ан-12БК с регистрационным номером UR-CAH (заводской 8345604) был выпущен 15 мая 1968 года на ТАПО имени Чкалова в Ташкенте. До распада СССР находился в эксплуатации в ВВС СССР (1968—1985 — в/ч 21822 в Мелитополь, с 1985 — в/ч 61776 в Жданове, в начале 1990-х — в/ч 45076 в Виннице). В 1993 году получил гражданскую регистрацию UR-11314, летал в «Авиалиниях Украины», «Львовских авиалиниях», авиакомпаниях Aeronord и Jupiter. В 2006 году перерегистрирован под молдавским бортовым номером ER-AXX, летал в «Аэронорде», в 2007 году получил регистрацию UR-CAH, летал в авиакомпаниях «Меридиан» и Ukraine Air Alliance. На день катастрофы совершил 6616 циклов «взлёт-посадка» и налетал 12 922 часа. Последнее плановое техническое обслуживание выполнено в июле 2019 года.
В 2011 году данный Ан-12 использовался в съёмках фильма «Война миров Z», для чего был временно перекрашен в ливрею авиации Военно-морских сил США).

## Экипаж
На борту самолёта находилось 8 человек. Состав экипажа был следующим:
- Командир воздушного судна — 46-летний Виталий Степаненко (укр. Віталій Степаненко). Окончил Харьковское высшее военное авиационное училище лётчиков, в 1990-е и 2000-е служил в Виннице в бригаде транспортной авиации. Налетал 6750 часов, 6570 из них на Ан-12[3][9].
- Второй пилот — 64-летний Игорь Маевский (укр. Ігор Маєвський). Окончил Актюбинское высшее лётное училище гражданской авиации. Налетал 14 670 часов, 9620 из них на Ан-12[3][10].
- Штурман — 52-летний Юрий Кузьменко (укр. Юрій Кузьменко). Окончил Кировоградское высшее лётное училище гражданской авиации. Налетал 13 385 часов, 6280 из них на Ан-12[3].
- Бортовой техник — 52-летний Игорь Анатольевич Завадюк (укр. Ігор Анатолійович Завадюк). Окончил Рижское высшее военное авиационное инженерное училище. В 1990-е и 2000-е служил в Виннице в бригаде транспортной авиации. Налетал 11 950 часов, все на Ан-12[9].
- Бортовой техник — Андрей Корякин (укр. Андрій Корякін).
- Бортрадист — 55-летний Владимир Кириленко (укр. Володимир Кириленко). Выпускник Учебно-тренировочного центра гражданской авиации Украины. Налетал 9350 часов, 2150 из них на Ан-12.
- Инженер – Олег Шахов (укр. Олег Шахов).
- Инженер – Андрей Амелькин (укр. Андрій Амелькин).

Второй бортовой техник — Андрей Корякин — после переучивания с Як-40 на Ан-12 проверялся в предыдущих полётах бортинженером-инструктором Завадюком и должен был выйти во Львове. В данном рейсе сопровождающие груз отсутствовали.

## Катастрофа
По сообщению официального аккаунта Львовского аэропорта в Facebook, самолёт выполнял грузовой рейс UKL4050 из Виго (Испания) в Бурсу с промежуточной технической посадкой во Львове для дозаправки. Рейс 4050 вылетел из аэропорта Виго 3 октября около 22:30 UTC (совпадает с местным временем). В грузовой кабине находились поперечные усилители дверей и крыш для автомобилей Renault общей массой 13 тонн.
Примерно в 03:20 UTC (06:20 EET) 4 октября самолёт вошёл в воздушное пространство Украины и приступил к снижению для захода на посадку в аэропорту Львова. Заход проходил в штатном режиме. Экипажу была разрешена посадка органами УВД Львова. Связь с самолётом по невыясненным причинам пропала в 06:48 местного времени, а в 07:10 часов утра по местному времени (04:10 UTC), находясь на посадочной прямой при подходе к аэропорту, самолёт исчез с радаров.  
Как вскоре стало известно, самолёт совершил вынужденную посадку на покрытой небольшими деревьями местности, находящейся на территории села Сокольники, не долетев 1300 метров до торца ВПП № 31. В результате столкновения с деревьями на высоте 7-5 метров и удара о грунт самолёт получил сильные повреждения. Кабина лётного экипажа была полностью разрушена.  Трое человек инженерного состава, находившихся в кабине сопровождения, получили травмы различной степени тяжести. Один из выживших членов экипажа в 07:29 вышел на связь по телефону 101 и сообщил об аварийной посадке. 
На момент посадки метеоусловия соответствовали минимуму командира корабля. Нижний край облаков был 60 метров, видимость на полосе в точке приземления и в середине ВПП — 800 метров, в конце ВПП — 750 метров. Метеоусловия были выданы экипажу непосредственно при запросе на разрешение посадки. Согласно сводке METAR от 03:30 UTC (06:30 EET), погодные условия в аэропорту были сложными из-за сильного тумана, вертикальная видимость составляла 60 метров (200 футов).

### Спасательная операция
Место крушения было обнаружено в 07:46. Первыми туда прибыли аварийно-спасательные службы аэропорта Львов, затем — спасатели ГСЧС Украины Львовской области. Трое пострадавших были сразу переданы медикам, двоих пришлось извлекать из-под обломков (операция завершилась в 10 часов утра). Однако двое выживших в момент катастрофы людей вскоре скончались от полученных травм.  Для помощи в ликвидации последствий катастрофы на место также прибыло 50 бойцов Национальной гвардии Украины.
В связи с участием аэродромных аварийно-спасательных служб в ликвидации последствий катастрофы, в аэропорту были временно прекращены взлётно-посадочные операции. Работа аэропорта была возобновлена после 10 утра.

### Погибшие
В результате катастрофы погибли пять человек: КВС, второй пилот, штурман, бортовой техник (Завадюк) и бортрадист. Бортовой техник (Корякин) и оба инженера выжили, но получили тяжёлые травмы.

## Расследование
Полиция Львовской области возбудила уголовное дело по части 3 статьи 276 УК Украины (нарушение правил безопасности движения или эксплуатации железнодорожного, водного или воздушного транспорта).
По словам министра инфраструктуры Украины Владислава Криклия, в качестве основной причины изначально рассматривалось окончание топлива; его заместитель Юрий Лавренюк уточнил, что рассматриваются и другие версии, такие, как ошибки экипажа и плохие погодные условия. Версия о нехватке топлива была опровергнута заместителем главы правления по безопасности полётов компании «Украина-Аэроальянс» Борисом Бондаренко. Через несколько дней от версий о нехватке топлива и перегрузе окончательно отказались, по словам заместителя начальника следственного управления ГУ НП во Львовской области Андрея Кумечко, основные четыре версии, отрабатываемые следствием — ошибки экипажа или КДП, плохие метеоусловия и неисправность воздушного судна.
В связи с катастрофой действие сертификата эксплуатанта авиакомпании Ukraine Air Alliance было приостановлено. Бортовые самописцы Ан-12 были извлечены 5 октября.
20 декабря 2019 года украинское Национальное бюро по расследованию авиационных происшествий и инцидентов с гражданскими воздушными судами опубликовало предварительный отчёт о катастрофе. Согласно данным бортовых самописцев, во время полёта на предпосадочной прямой, с 6 км до порога ВПП самолёт снижался значительно ниже глиссады, в частности, на расстоянии 1,8 морских мили (3,3 км) от точки приземления, он снизился до высоты 100 метров и продолжал полёт почти вдвое ниже глиссады. На высоте 60 метров сработала звуковая сигнализация о достижении высоты принятия решения, на которую никто из членов экипажа не отреагировал. На расстоянии 1359 метров от порога ВПП, на высоте 5—7 метров самолёт столкнулся с деревьями и упал на землю. При этом до выхода на посадочную прямую полёт проходил в штатном режиме, все системы аэропорта также функционировали нормально.
Окончательный отчёт был опубликован 4 октября 2021 года. Согласно ему, наиболее вероятной причиной катастрофы стала сильная усталость экипажа, в результате которой тот оказался неспособным выполнить заход на посадку по приборам в условиях сильного тумана и неосознанно допустил снижение ниже глиссады, что привело к столкновению с землёй.